# Metabraxas inconfusa
Metabraxas inconfusa är en fjärilsart som beskrevs av W. Warren 1894. Metabraxas inconfusa ingår i släktet Metabraxas och familjen mätare. Inga underarter finns listade i Catalogue of Life.